# Filipe Nyusi
Filipe Jacinto Nyusi (Distrito Mudela, Cabo Delgado, 9 de febrero de 1959) es un político, profesor e ingeniero electrónico mozambiqueño. Miembro del Frente de Liberación de Mozambique que se desempeña como presidente de Mozambique desde 2015 hasta 2025, habiendo sido antes desde 2008 hasta 2014 Ministro de Defensa y desde 2014 líder del partido.

## Biografía
Nacido en el distrito mozambiqueño de Mudela, de la provincia de Cabo Delgado en el año 1959. Estudio Ingeniería mecánica en Checoslovaquia y seguidamente en la Universidad de Mánchester (Inglaterra). Posteriormente decidió ampliar su formación, estudiando en países como la India, Sudáfrica, Suazilandia y los Estados Unidos. Tras finalizar sus estudios superiores regresó a su país y comenzó trabajando para la empresa estatal de Puertos y Ferrocarriles de Mozambique, de la cual al cabo de los años en 1995 se convirtió en director ejecutivo de la división de la empresa en el norte y en 2007 se unió a la junta directiva.
Mientras tanto, a su vez desde 1993 a 2002 se convirtió en Presidente del equipo de fútbol: Clube Ferroviário de Nampula, perteneciente al Campeonato mozambiqueño de fútbol (Primera división). También fue profesor en el campus de la Universidad Pedagógica de Maputo y durante esta época inició su carrera política, siendo miembro del partido Frente de Liberación de Mozambique (más conocido como Frelimo) y perteneciendo al Comité Nacional de Combatientes de la Lucha de Liberación Nacional y al grupo de la Iniciativa de Liderazgo de África.
En el año 2008 entró en el gabinete del gobierno, presidido por el presidente Armando Guebuza. Desde el día 27 de marzo del mismo año, tras diversas rebeliones ocurridas en el país el Ministro de Defensa Tobias Joaquim Dai dejó su cargo y Filipe fue nombrado por el presidente como nuevo ministro.
Actualmente el 1 de marzo de 2014 tras las elecciones internas del partido Frelimo, el Comité Central eligió por mayoría a Filipe como nuevo líder del partido, derrotando en las elecciones internas a su compañera la política Luisa Diogo, convirtiéndose así en uno de los principales candidatos a presidente del país en las elecciones presidenciales de 2014. 
Finalmente el 26 de octubre el balotaje final le otorgó la victoria a Nyusi con el 57% contra 37% de Afonso Dhlakama del RENAMO y, aunque con victoria aplastante tanto en la presidencia como en el parlamento, la votación hacia el partido decayó mucho con respecto a la elección de 2009 en la que saldría reelecto Guebuza.

## Distinciones honoríficas
- Medalla al Liderazgo Militar, Mozambique (2017)